# 明治寺
明治寺（めいじでら）は、東京都中野区沼袋二丁目にある真言宗東寺派の寺院である。山号は、「新浮侘落山」（しんふだらくさん）、院号は「世尊院」。
境内の一部は区に貸与され、百観音公園として開放されている。

## 歴史
明治45年に明治天皇の病気平癒を祈るため、榮照法尼によって観音菩薩石像の建立されたのがそもそもの始まりである。しかし観音開眼を待たずして明治天皇が崩御されたため、明治天皇のご冥福と明治時代という波乱の時代を振り返り、大正元年に観音開眼供養が行われた。その後当寺院に一大観音霊場を築きたいと呼びかけたところ、政財界から庶民に至るまで多くの賛同者が現れ、大正五年までに百観音が整った。百観音とは近畿一円に広がる西国三十三所と、関東地方の坂東三十三箇所、それに秩父の周辺に広がる秩父三十四箇所の札所の合わせて百箇所の札所を総称したもので、それらの仏像の写しを当寺院の境内に祀ったものである。これら全てを拝み続けると百観音札所のすべてをお参りするに等しいご利益が授かることになると言われている。大正6年には本堂が完成し、昭和11年には明治寺の号が許された。関東大震災による震災や第二次世界大戦による戦災を受けながらも、観音像の建立はその後も続き現在では百八十体あまりの観音像が境内に建立されている。また観音像は数えるたびに数か違うとも言われ、各地に救いのために出かけるからという言い伝えがある。

## 行事
- 節分会
- 花まつりコンサート
- 献灯会

毎年7月最後の日曜日に、境内石仏に無数の灯明を供える行事。参拝者は灯明を購入して好きな石仏に供え、収益はユニセフ等へ寄付される。公園区域ではガムランの演奏舞踊が行われ、本堂では護摩祈祷が行われる。2006年にさだまさしがこの献灯会を題材に「献灯会」を作曲し、アルバム「美しき日本の面影」に収録された。

## 施設・史跡
- 百観音
- 多宝塔（永代供養墓）
- 百観音公園

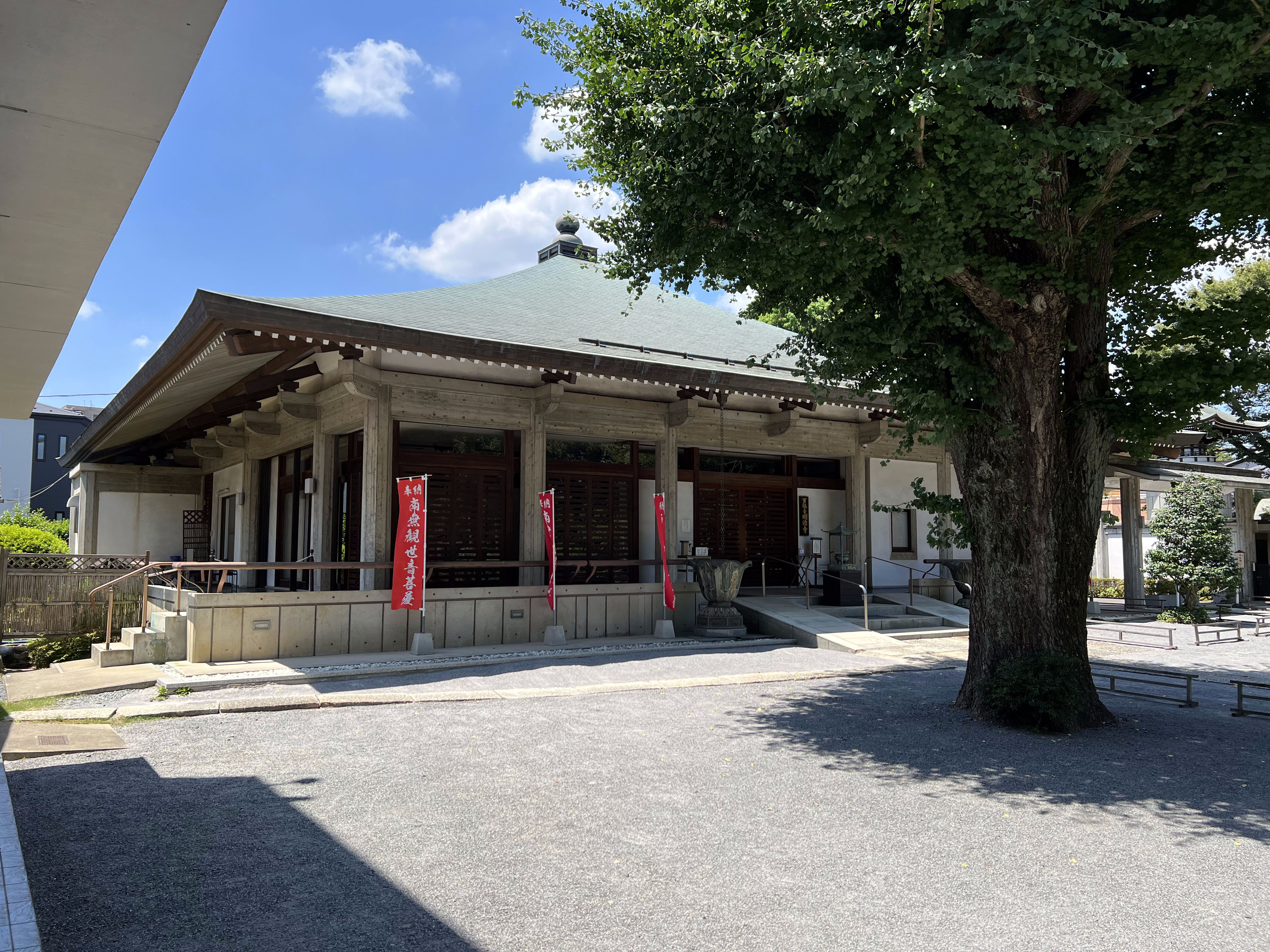
本堂
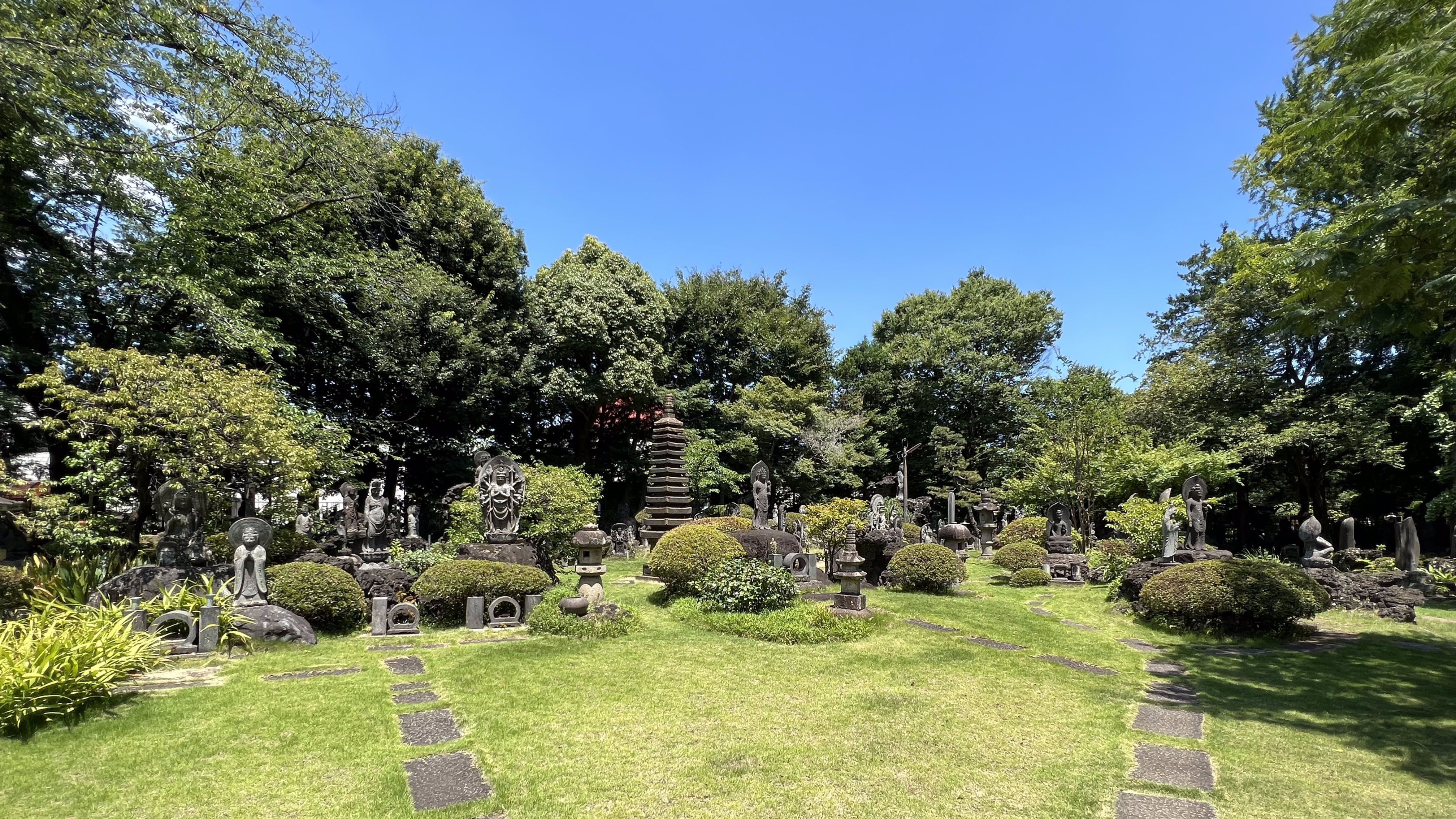
百観音

## アクセス
- 〒165-0025 東京都中野区沼袋2-28-20
- 西武新宿線「沼袋駅」徒歩4分
- 開門時間　午前6時より午後6時